# مسجد ملک بن عباس
مسجد ملک بن عباس (مسجد ابن عباس) واقع در شهر بندرلنگه یکی از نقاط دیدنی استان هرمزگان در جنوب ایران است.
این مسجد به دستور محمد بن عباس بحرینی برای سیدمحمد عالم ساخته شد. این مسجد به جای مسجدی قدیمی‌تر در همان مکان ساخته شده، بنای مسجد از دورهٔ صفویه و مسجد کنونی متعلق به دورهٔ قاجاریه است.
مناره این مسجد در سال ۱۲۳۷ شمسی ساخته شد مناره این بنا با شبستانی بزرگ با طاق‌های کلیل و گچ‌بریهای زیبا ویک منارهٔ جالب و منحصر به فرد که ۳۲ متر ارتفاع دارد. همچنین منبر مسجد از نقاشی و گچبری خاصی برخوردار است.
این مسجد در تاریخ ۱۷ خرداد ۱۳۵۴ با شماره ۱۰۶۳ در فهرست آثار ملی ایران به ثبت رسیده‌است.